# Bandit ermordet eine Frau (Goya)
Bandido asesinando a una mujer oder Bandido que apuñala a una mujer (deutsch: Bandit ermordet eine Frau oder Bandit ersticht eine Frau) ist der Titel eines Gemäldes von Francisco de Goya, das zwischen 1798 und 1800 (nach anderer Quelle von 1806 bis 1808) entstand. Es gehörte zu einer ursprünglich aus elf Bildern bestehenden Serie, die als Caprichos oder Crimen de Castillo I y II bezeichnet werden, von denen heute noch neun existieren. Die Bilder dieser Serie beziehen sich teilweise auf einen tatsächlichen Fall, den Castillo-Mord. Goya war befreundet mit dem Richter Juan Meléndez Valdéz, der mit dem Fall befasst war. Goya befasste sich aber auch mit den seinerzeit nicht ungewöhnlichen Überfällen auf Reisende. In diesem Bild zeigt Goya zum ersten Mal in der Kunstgeschichte ein Verbrechen in derart direkter und überaus brutaler Art. Damit ist dieses Werk in seiner Darstellung nach Ansicht der Forschung einzigartig. Heute gehört es zu der Sammlung des Marqués de la Romana in Madrid.

## Beschreibung und Hintergrund
Das Gemälde hat im Hochformat die Maße 41,5 × 31,8 cm. Ausgeführt ist es in der Maltechnik Öl auf Leinwand, in Goyas Werkverzeichnis trägt es die Nummer GW 917.
Provenienz: Zunächst war das Bild in Palma bei Juan de Salas, der die Serie mit den elf Bildern von Goya erwarb. Noch vor 1811 kam es zu seinem Schwiegersohn, dem General Pedro Caro y Sureda, dritter Marqués de la Romana. Am 13. Mai 1870 wurde es durch das Pariser Auktionshaus Hôtel Drouot an eine Sammlung T. verkauft. Im Jahr 1900 kam es wieder an den Marqués de la Romana und ist seitdem im Besitz der Familie.
Die von Goya geschaffene Bilderserie lässt sich in drei Gruppen aufteilen. Die beiden Gemälde Besuch des Mönches (Museo del Prado, Madrid) und Inneres eines Gefängnisses (Bowes Museum, Barnard Castle) haben mit dem Mordfall Castillo zu tun, eine weitere Gruppe von Gemälden besteht aus den Bildern Cueva de gitanos (Räuberhöhle) und Fusilamiento en un campo militar (Schießerei in einem Militärlager), beide in der Sammlung Marqués de la Romana, Madrid. Die dritte Gruppe, zu der auch dieses Bild gehört, zeigt Gewaltszenen, in denen nach Überfällen auf Reisende die Männer sofort umgebracht werden, die Frauen verschleppt, vergewaltigt und ermordet werden. Drei Gemälde der Bildfolge sind als
Asalto de bandidos I–III (Angriff der Banditen) bekannt und haben einen engen Bezug zueinander, dieses sind
- Bild I: Bandidos fusilando a sus prisioneros („Die Banditen erschießen ihre Gefangenen“)
- Bild II: Bandido desnudando a una mujer („Ein Bandit entkleidet eine Frau“)
- Bild III: Bandido asesinando a una mujer („Ein Bandit ermordet eine Frau“)

In gemeinsamer Betrachtung spielt sich die dargestellte Szene in einer felsigen Landschaft oder einer Höhle ab. Während eine Gruppe der Banditen nach einem Überfall auf mehrere Personen einen Teil der Gefangenen erschießen, entkleidet ein anderer eine der Frauen.
Das Gemälde Bandido asesinando a una mujer zeigt einen weiteren Banditen, der sich über eine am Boden liegende Gefangene beugt und mit einem Messer auf sie einsticht. Rechts neben ihr ist auf dem Boden bereits deutlich Blut zu erkennen. Der Lichteinfall von oben auf die Szene ist mit dicken Pinselstrichen in grau und weiß dargestellt, die Personen hingegen werden detaillierter mit weichen Strichen skizziert und ihre Konturen sind durch feine schwarze Linien verstärkt.
Auf den beiden Bildern mit den entkleideten Frauen ist der Kontrast zwischen der männlichen Lust und Gewalt und der weiblichen Schönheit, Fragilität und Erotik auf eine realistisch anmutende und für den Betrachter schockierende Weise dargestellt. Diese nutzte Goya möglicherweise, um die niederen Instinkte und sexuellen Motivationen, die zu real existierenden Vergewaltigungen und Morden an Frauen führten, zu erklären.

## Ausstellungen
- 1900: Goya. Madrid
- 1928: Pinturas de Goya. Museo del Prado, Madrid (April bis Mai)[6]
- 1993/94: Goya. El capricho y la invención. Museo del Prado, Madrid (19. November bis 15. Februar)
- 2001/02: Goya – Images of Women. Museo del Prado, Madrid (30. Oktober 2001 bis 9. Februar 2002) und National Gallery of Art in Washington, D.C. (10. März bis 2. Juni)[7]
- 2005: Goya, Prophet der Moderne. Alte Nationalgalerie Berlin (13. Juli bis 3. Oktober)[8]
- 2008: Goya en tiempos de guerra. Museo del Prado Madrid (15. April bis 13. Juli)[9]